# Bowling Green State University
La Bowling Green State University, spesso chiamata semplicemente Bowling Green o BGSU, è un'università pubblica con sede a Bowling Green, nello Stato dell'Ohio, negli Stati Uniti d'America. L'università dispone di un campus accademico di 1 338 acri (5,41 km²) che si trova a 35 km da Toledo, nell'Ohio. La fondazione dell'università risale al 1910.